# Resident Evil (serie de televisión)
Resident Evil fue una serie de televisión de transmisión de acción y terror basada en la serie de videojuegos con el mismo nombre que se estrenará en Netflix. El programa recibió luz verde para episodios de hasta aproximadamente una hora de duración. Fue escrito por Andrew Dabb, con Bronwen Hughes como productor ejecutivo y director de los dos primeros episodios de la serie. Además  Fue producido por Constantin Film, quien anteriormente produjo las serie de películas Resident Evil. La serie fue estrenada el 14 de julio de 2022.
En agosto de 2022, Netflix canceló la serie después de una temporada.

## Trama
La historia se desarrolla en dos líneas de tiempo. El primero de ellos en el año 2022 que involucra a las hermanas de 14 años Jade y Billie Wesker que se mudan a New Raccoon City. Se dan cuenta de que su padre puede estar ocultando oscuros secretos que podrían destruir el mundo. La segunda línea de tiempo tiene lugar más de una década en el futuro en el año 2036, donde solo quedan 300 millones de humanos, con más de 6 mil millones de animales y personas infectadas con el virus T. Sigue a Jade, ahora de treinta años, en sus esfuerzos por sobrevivir en este mundo.

## Reparto
- Ella Balinska como Jade Wesker
  - Tamara Smart como Jade Wesker joven
- Adeline Rudolph como Billie Wesker
  - Siena Agudong como Billie Wesker joven
- Paola Núñez como Evelyn Marcus
- Lance Reddick como:
  - Albert "Al" Wesker, padre de Jade y Billie
  - Albert "Bert" Wesker, tío de Jade y Billie y hermano de Al
  - Albert "Alby" Wesker, hermano fallecido de Al y Bert
  - Albert Wesker, un agente rebelde de Umbrella que creó varios clones de sí mismo

### Recurrente
- Turlough Convery como Richard Baxter
- Connor Gosatti como Simon Marcus
- Ahad Raza Mir como Arjun Batra
- Pedro de Tavira Egurrola como Ángel Rubio
- Ella Zieglmeier como Bea

### Invitados
- Lea Vivier como Susana Franco
- Marisa Drummond como guardia
- Casey B. Dolan como Lisa Trevor

## Episodios
| N.º | Título                                             | Dirigido por   | Escrito por | Fecha de emisión original |
| --- | -------------------------------------------------- | -------------- | ----------- | ------------------------- |
| 1   | «Bienvenidos a New Raccoon City»                   | Bronwen Hughes | Andrew Dabb | 2022                      |
| 2   | El demonio que tu conoces(HA)/Lo malo conocido(ES) | Bronwen Hughes | Andrew Dabb | 2022                      |
| 3   | La luz                                             | Brownen Hughes | Andrew Dabb | 2022                      |
| 4   | El giro(HA)/La transformación(ES)                  | Brownen Hughes | Andrew Dabb | 2022                      |
| 5   | Películas del Hogar(HA)/Películas caseras(ES)      | Brownen Hughes | Andrew Dabb | 2022                      |
| 6   | La pequeña de alguien(HA)/La hija de alguien(ES)   | Brownen Hughes | Andrew Dabb | 2022                      |
| 7   | Parásito                                           | Brownen Hughes | Andrew Dabb | 2022                      |
| 8   | Revelaciones                                       | Brownen Hughes | Andrew Dabb | 2022                      |

## Controversia
Mucho antes de que la serie se estrenara, hubo muchas críticas hacia el reparto escogido, especialmente por la elección de Lance Reddick como Albert Wesker. Muchos fans se molestaron por la elección de un actor negro para interpretar a un personaje que en la saga de Videojuegos  es caucásico (A diferencia de las Películas de Resident Evil donde Wesker fue interpretado por el actor caucásico Shawn Roberts). Días antes del estreno, Reddick dijo que no sabía que su personaje era de un videojuego y que solo conocía al personaje por las películas.
Cuando se estrenó la serie, el personaje de Wesker interpretado por Reddick fue objeto de burlas por parte de los fans quienes lo comparaban con Blade el Cazador de Vampiros de Marvel.

## Recepción
La serie recibió críticas Mixtas por parte la crítica especializada y extremadamente negativas por parte de la audiencia. Según el sitio web Rotten Tomatoes, la serie obtuvo un índice de aprobación del 55% por parte de críticos, pero un índice de aprobación del 26% por parte de la audiencia.
Cancelación
A pesar de la pésima recepción, el Showrunner de la serie, Andrew Dabb se mantuvo optimista con respecto a una posible segunda temporada y además expresó su deseo de incorporar a otros personajes icónicos de la saga en la serie como Jill Valentine, Claire Redfield, Ada Wong o Lady Dimitrescu.
Sin embargo, en agosto de 2022, Netflix anunció la cancelación de la serie, dejándola solo con una temporada.